# Châtillon-sur-Seine

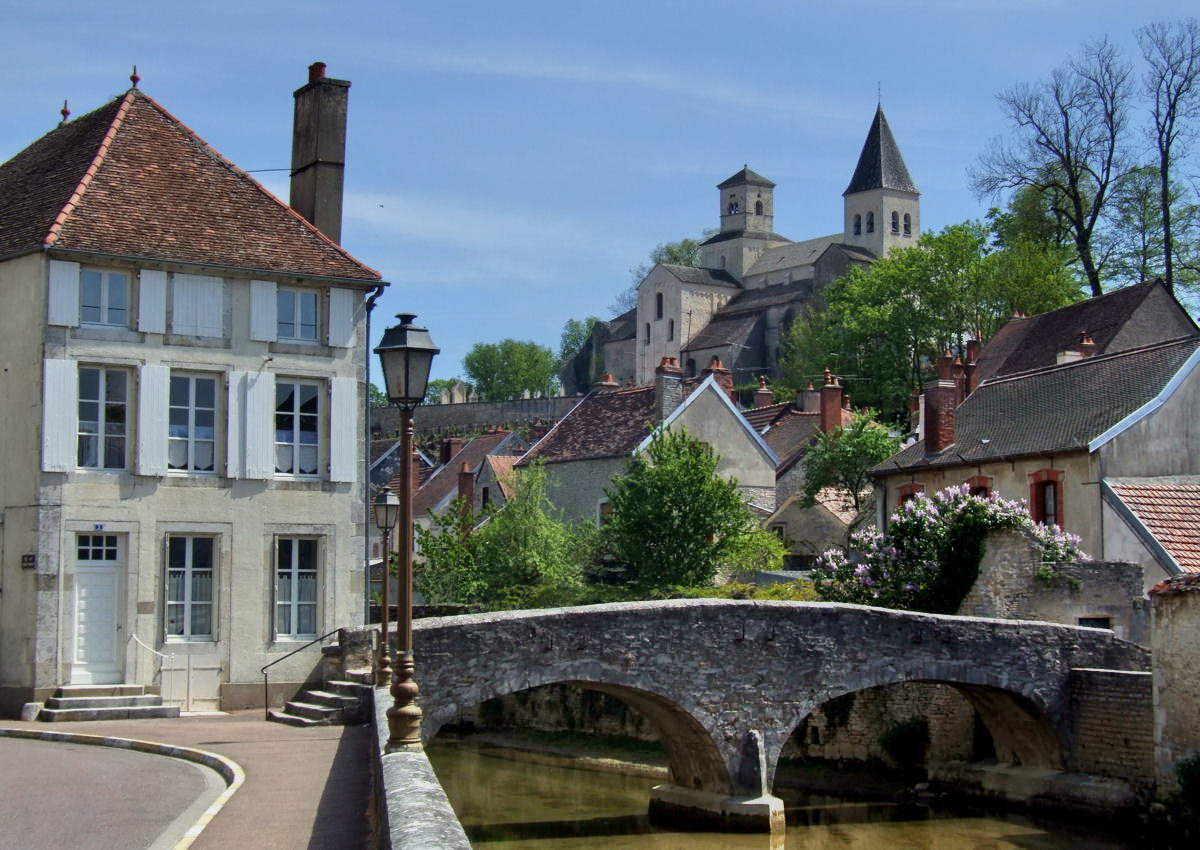
Die Brücke Pont du Perthuis-au-Loup über die Seine und die Kirche Saint-Vorles

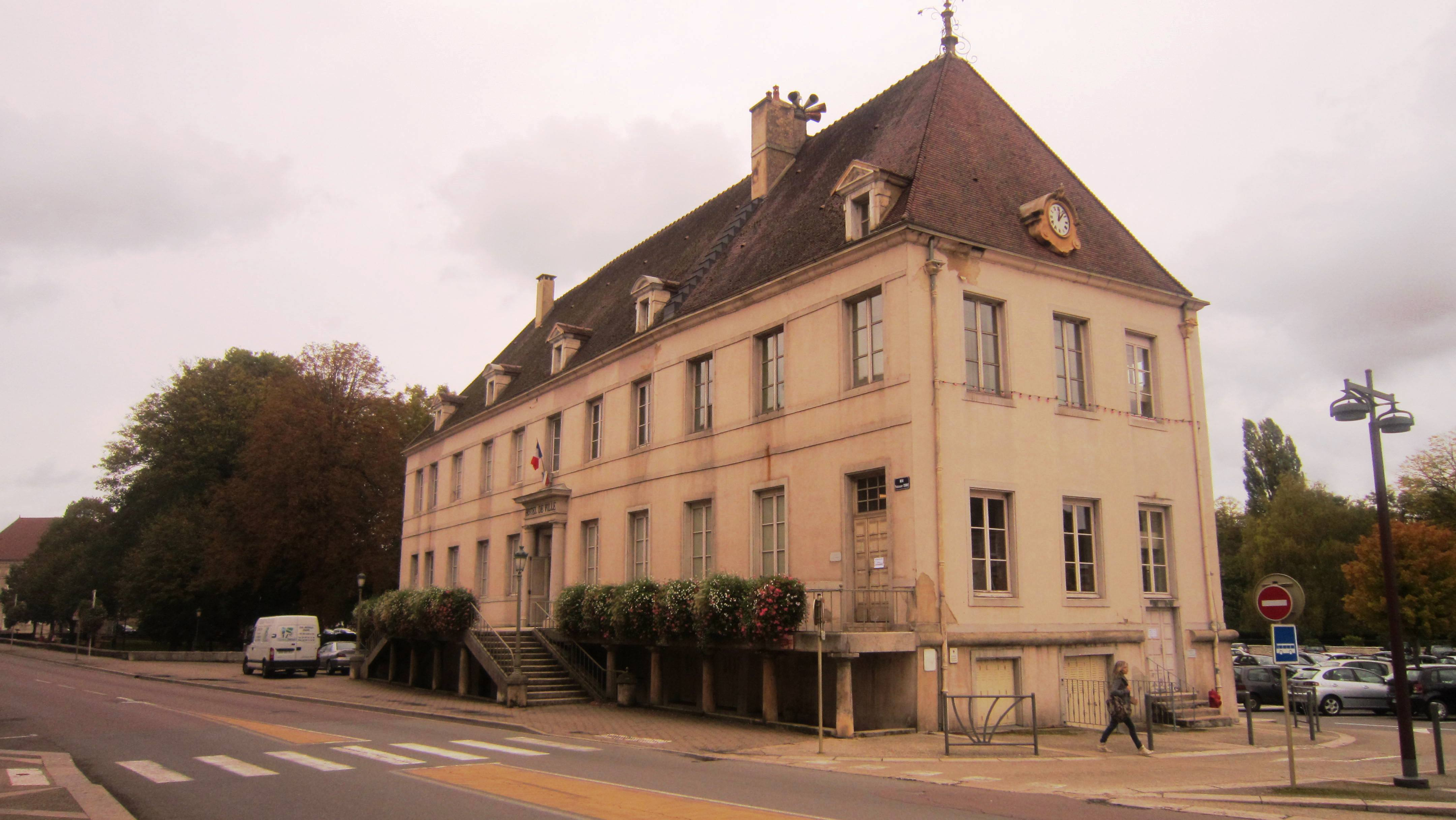
Hôtel de ville (Rathaus)

Châtillon-sur-Seine [ʃatijɔ̃ syʁ sɛn] ist eine französische Gemeinde im Département Côte-d’Or mit 5404 Einwohnern (Stand: 1. Januar 2022). Die Stadt gehört zum Arrondissement Montbard, ist Hauptort des Kantons Kanton Châtillon-sur-Seine und Sitz des Gemeindeverbandes Pays Châtillonnais.
In Châtillon ist ein bekanntes archäologisches Museum beheimatet, das u. a. den griechischen Bronzekrater von Vix beherbergt.

## Geografie
Châtillon, mit einer Fläche von 33,15 km², befindet sich auf einem Kalksteinplateau mit einer durchschnittlichen Höhe von mehr als 300 m. Die Gemeinde wird von der Seine durchflossen, die 40 km entfernt im Gebiet von Source-Seine auf 446 m Höhe entspringt. Der Unterboden enthält burgundischen Stein (pierre de Bourgogne), welcher in nahe gelegenen Steinbrüchen wie bei Étrochey als Baumaterial abgebaut wird. Die einheimische Vegetation ist kalkliebend und waldreich, die landwirtschaftlichen Flächen werden für Getreide- und Weinanbau oder als Weideland genutzt.
Châtillon ist das Zentrum und die bevölkerungsreichste Stadt der Landschaft Châtillonnais, zu der 113 Gemeinden zählen.

## Geschichte

### Vorgeschichte und Antike
Die Region weist zahlreiche Besiedlungsspuren aus prähistorischer, vorkeltischer, keltischer und gallo-römischer Zeit auf: Höhlen, aufgerichtete Steine und besonders das Oppidum von Mont Lassois, ein wichtiges Siedlungszentrum aus der Bronzezeit, das 6 km von der Stadt entfernt liegt und heute Gegenstand von Forschungen und Ausgrabungen ist.
Während der römischen Besetzung besiedelte das gallische Volk der Lingonen die Region. Châtillon, eine von drei befestigten Plätzen (Kastell) auf dem Gebiet von Lassois, befand sich damals schon an der Kreuzung mehrerer Straßen und damit in strategisch günstiger Lage. Luftaufnahmen vom 28. Juni 1976 zeigen Spuren einer archäologischen Stätte mit viereckigen und kreisförmigen Strukturen, die möglicherweise gallo-römischen Ursprungs sind. Die Siedlung wurde im 2. Jahrhundert von den Vandalen verwüstet.

### Frühes Mittelalter
In der Krypta der Kirche St-Vorles befindet sich ein Oratorium, das vom heiligen Didier in den ersten Jahrhunderten nach Christus gegründet worden sein soll und aus dem 6. Jahrhundert sind erste Kirchenschulen bezeugt. Im 8. Jahrhundert besiedelten die Bewohner den heutigen Ort der Stadt und befestigten den Kastellhügel, der Châtillon seinen Namen gab. Unter den Karolingern ist die Geschichte der Region durch die fast legendäre Figur des Pfalzgrafen Girart de Roussillon geprägt. Im Jahre 886 ließ der Bischof von Langres Gilon de Tournus die Reliquien des Heiligen Vorles de Marcenay nach Châtillon überführen, um sie vor den normannischen Invasoren zu schützen, die einen Teil des Landes verwüsteten. Châtillon wurde ein wichtiger Wallfahrtsort und das politische, wirtschaftliche und religiöse Zentrum von Lassois. Die heutige Stadt bestand damals aus den beiden Siedlungen „Chaumont“, die abhängig von den Grafen von Burgund war, und „Le Bourg“, die abhängig von den Bischöfen von Langres war. Im 10. Jahrhundert wurde Le Bourg mit den ersten Grafen von Valois zum Sitz der Bailliage de la Montagne („Vogtei des Gebirges“) und damit Hauptstadt einer wohlhabenden Region, in der sich eine Tuch- und Metallindustrie entwickelte.
Im 10. oder 12. Jahrhundert entstand auf dem Kastellhügel die Herzogsburg, die als Residenz der Herzöge von Burgund diente.

### Spätes Mittelalter

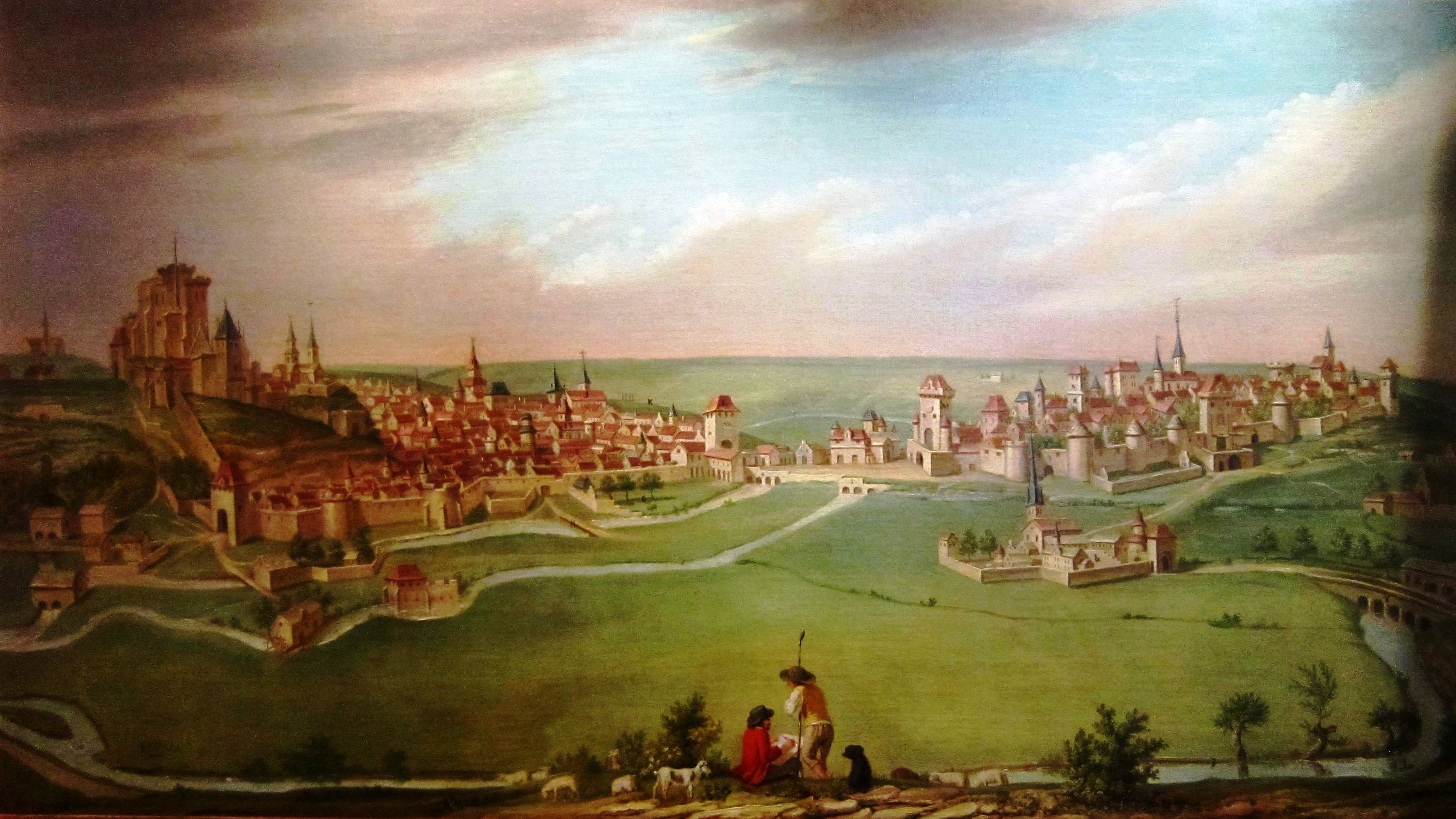
Châtillon im Mittelalter

Ab dem 11. Jahrhundert stieg sie durch ihre wirtschaftliche Entwicklung zu einer der 17 Rechtsstädte des Königreichs auf, in denen Kaufleute und Unternehmer ihre Tätigkeiten frei ausübten: 600 Jahre lang konkurrierte der Handel mit Wolle und Tapisserien aus dem Vorort Courcelles mit dem von Troyes.  Mit Zustimmung des Bischofs von Langres erhielt die Stadt ab 1168 zwei Befestigungen: eine im Norden für den Stadtteil Chaumont, wo der burgundische Kanzler Nicolas Rolin ein Festes Haus besaß, die andere im Süden für den Stadtteil Bourg.
Im Jahre 1184 wurde Châtillon von Philipp II. belagert, der Odo III., den ältesten Sohn des Herzogs von Burgund, Hugo III., gefangen nahm.
Schon vor der Ausbreitung der Zisterzienser des Heiligen Bernhard förderten bedeutende Ordensleute die Verbreitung religiöser Einrichtungen, in und um Châtillon entstanden Abteien der Benediktiner (Molesme), Kartäuser (Lugny), Regularkanoniker (Oigny), Templer und Johanniter (Bure, Épailly) sowie das Kloster Val-des-Choues. 1136 wurde die Abtei Notre-Dame auf Initiative des Heiligen Bernhard gegründet, der in Saint-Vorles studierte, bevor er sich Robert von Molesme anschloss.
Der Hundertjährige Krieg verwüstete die Region und am 15. Juli 1475 wurde Châtillon von französischen Truppen fast vollständig zerstört.

### Neuzeit

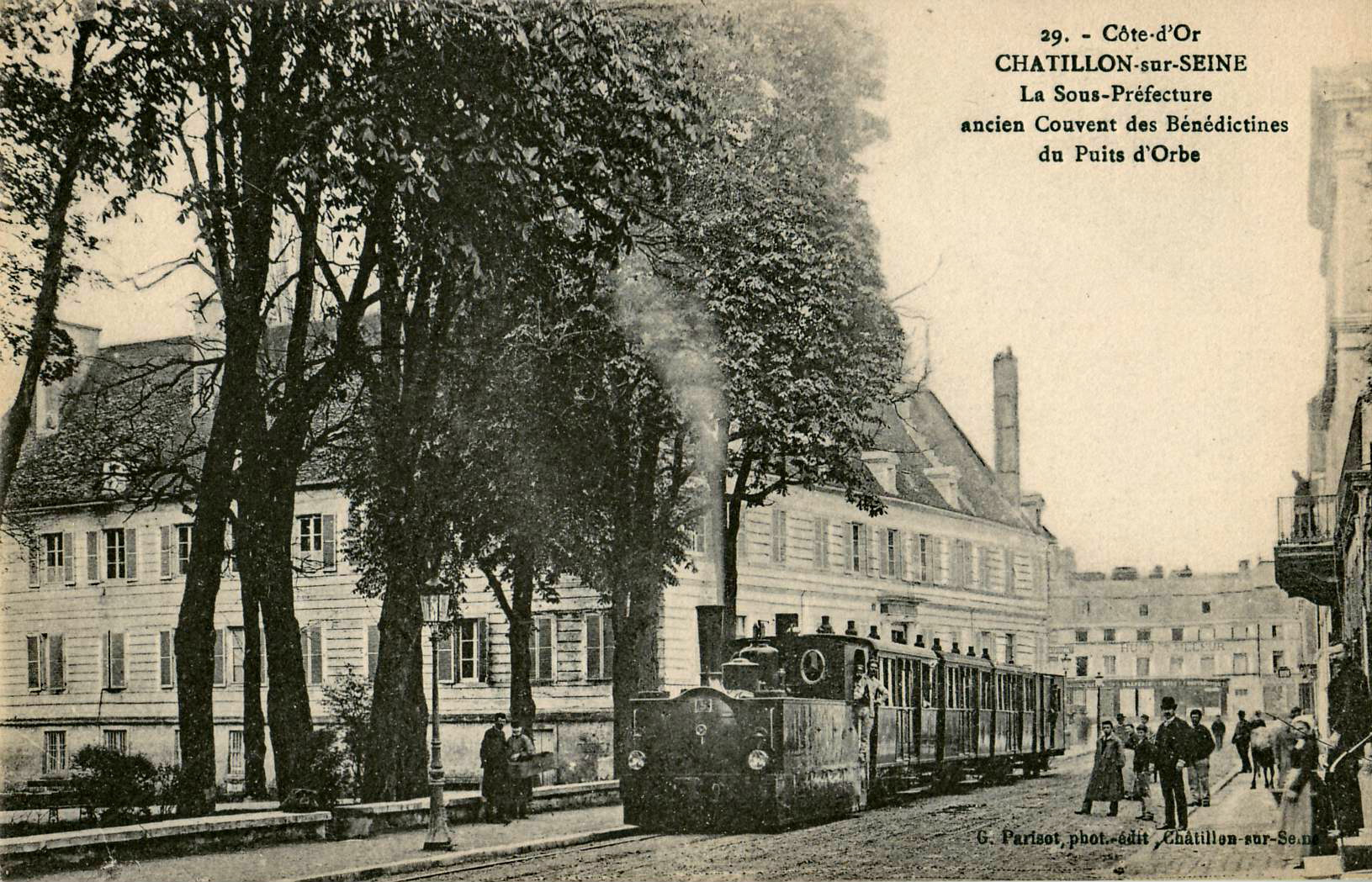
Châtillon um 1910: Unterpräfektur und Schmalspurbahn

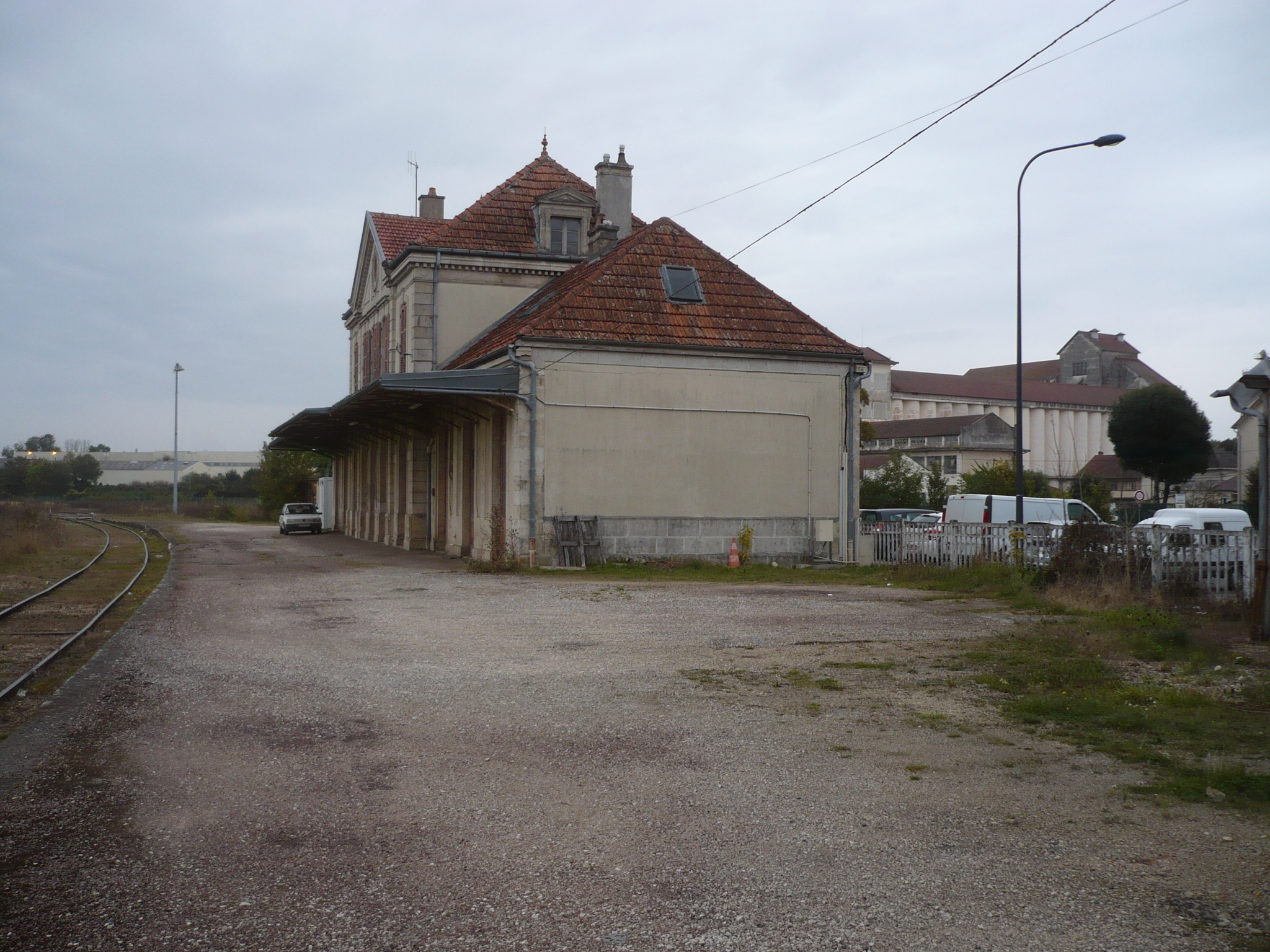
Bahnhof Châtillon – der Personenverkehr wurde eingestellt

Im 16. Jahrhundert stand Châtillon aufseiten der Katholischen Liga. Zur Unterstützung der Gegenreformation wurde die Johanneskirche errichtet und 1551 eingeweiht.  1576 wurde die Stadt von den hugenottischen Truppen des Herzogs von Alençon geplündert und wenige Jahre später von der Pest heimgesucht. Zwischen den beiden Armen der Seine entstand ab 1586 ein neuer Stadtteil namens Rue des Ponts, der Bourg mit Chaumont verband. 1594 wählten die beiden Stadtteile einen gemeinsamen Bürgermeister und drei Jahre später beschlossen die Einwohner den Abriss der Burg. Die drei Stadtmauern wurden mit Bastionen verbunden, von denen es trotz der Zerstörungen nach der Französischen Revolution noch einige Überreste gibt.
Die monarchische Autorität wurde von Heinrich IV. auf Kosten kommunaler Freiheiten wiederhergestellt, viele mittelalterliche Festungen wurden abgerissen und in kürzester Zeit durch Lustschlösser (Autricourt, Montigny-sur-Aube....) ersetzt. Mit der Liga lebte die mittelalterliche Stadt wieder auf, eine neue Architektur prägte das Stadtbild und es entstanden neue Freiräume wie die Allée Rue du Cours l'Abbé vor der Abtei Notre-Dame Ende des 17. Jahrhunderts. 1638 wurde die Vereinigung der beiden Stadtteile durch einen Vertrag des französischen Königs Ludwig XIII. bestätigt.
Im Kongress von Châtillon (5. Februar–19. März 1814) boten die als Alliierte im Befreiungskriege verbündeten Mächte Napoleon I. an, dass er die Herrschaft über Frankreich in den Grenzen von 1792 behalten könne. Das Angebot lehnte Napoleon ab.
Im Zweiten Weltkrieg wurde vor allem das Zentrum Châtillons bei zwei Luftangriffen zerstört. Am 15. Mai und am 15. Juni 1940 bombardierte die deutsche Luftwaffe die Stadt, ehe sie von der Wehrmacht besetzt wurde. Nach schweren Kämpfen befreite sich Châtillon im September 1944, bis 1960 wurde die Innenstadt wiederaufgebaut.

### Bevölkerungsentwicklung
| Jahr                       | 1962 | 1968 | 1975 | 1982 | 1990 | 1999 | 2006 | 2016 |
| Einwohner                  | 5518 | 6264 | 7383 | 7561 | 6862 | 6269 | 5837 | 5378 |
| Quellen: Cassini und INSEE |      |      |      |      |      |      |      |      |

## Verkehr
Châtillon besitzt einen Bahnhof an der Bahnstrecke Saint-Julien–Gray, der 1864 in Betrieb ging. 1994 wurde der Personenverkehr eingestellt, Güterzüge verkehren noch. Zwischen 1891 und 1933 verkehrte von Châtillon über Aignay-le-Duc nach Dijon eine meterspurige Schmalspurbahn.
Durch die Stadt führen die Départementsstraßen D 965 und D 971, die D 928 und D 980 enden dort. Die nächsten Autobahnanschlussstellen liegen an der A 5 im Norden und der A 31 im Osten.

## Sehenswürdigkeiten

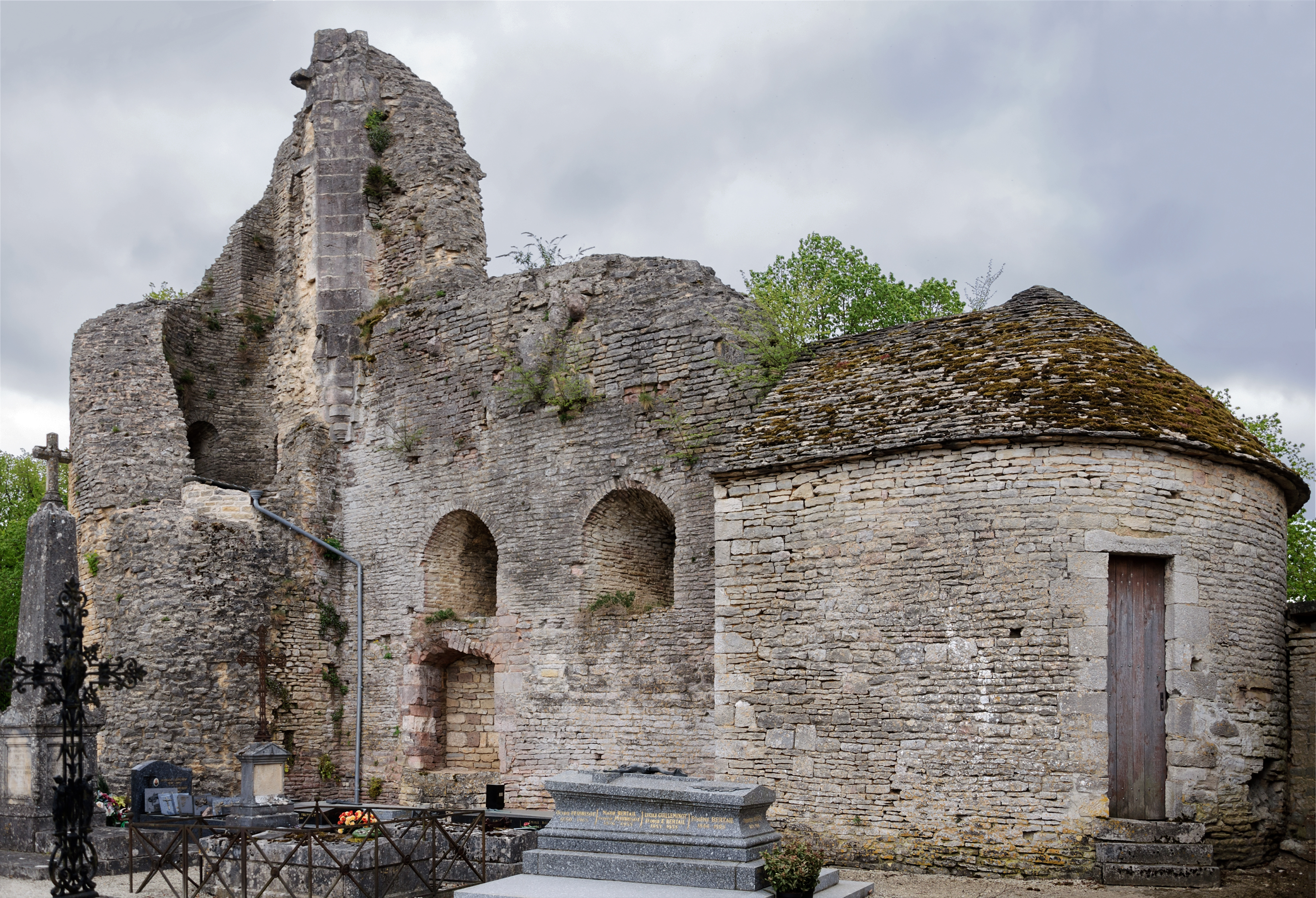
Ruine des Château des ducs de Bourgogne

- Ruine der Burg Château des ducs de Bourgogne der Herzöge von Burgund
- Funde aus der fürstlichen Grabstätte von Vix im archäologischen Museum Musée du Pays Châtillonnais
- Romanische Kirche Saint-Vorles
- Kirchen Saint-Nicolas und Saint-Pierre, denkmalgeschützt
- Abtei Abbaye Notre-Dame de Châtillon
- Ehemaliges Kloster Couvent des Cordeliers
- Hôtel Philandrier, Privathaus im Renaissancestil
- Stadtbibliothek, unter Denkmalschutz stehendes Gebäude aus dem frühen 17. Jahrhundert
- Menhir du Jardin de la Maire im Rathauspark
- Karstquelle Source de la Douix
- Porte de Paris

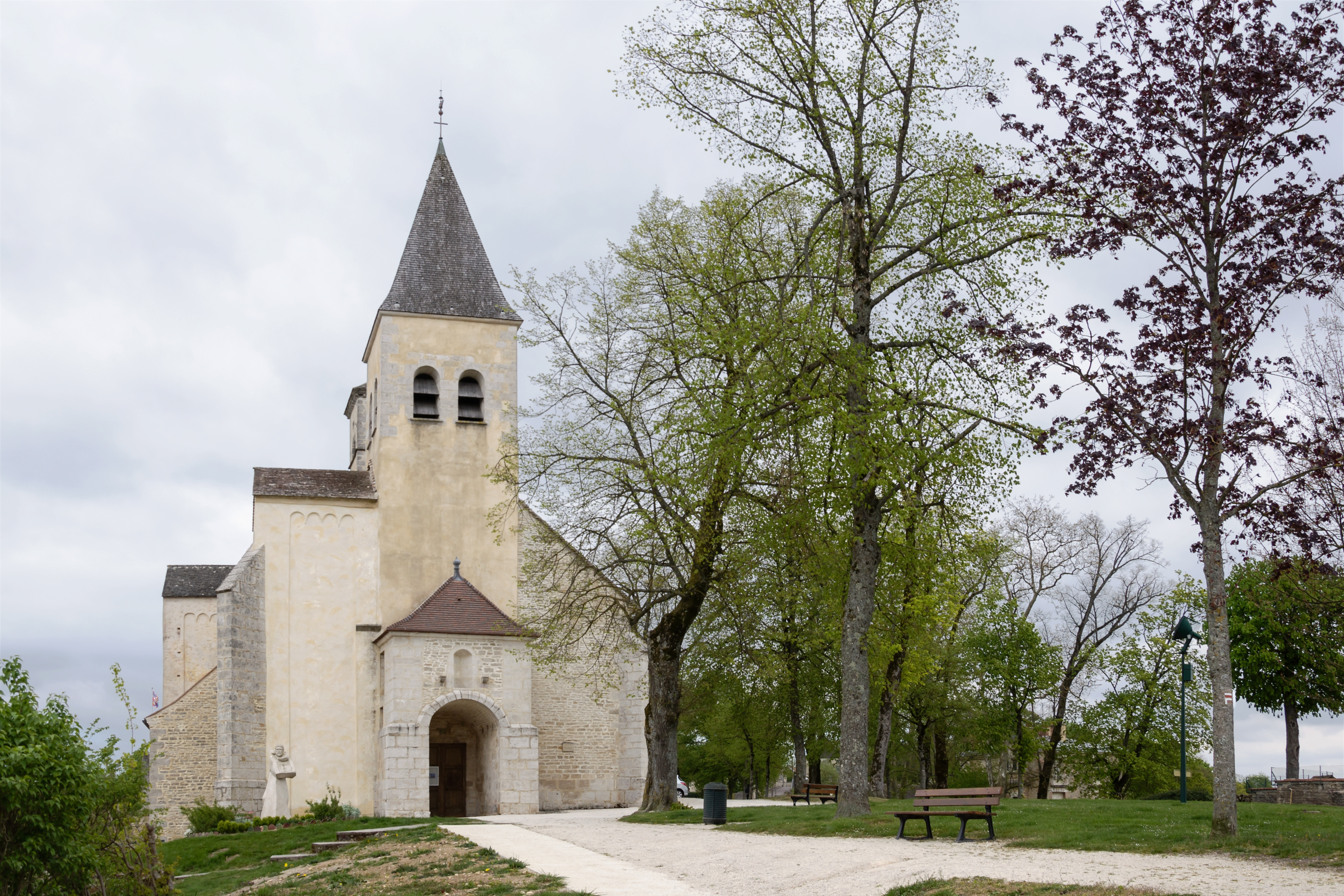
Kirche Saint-Vorles
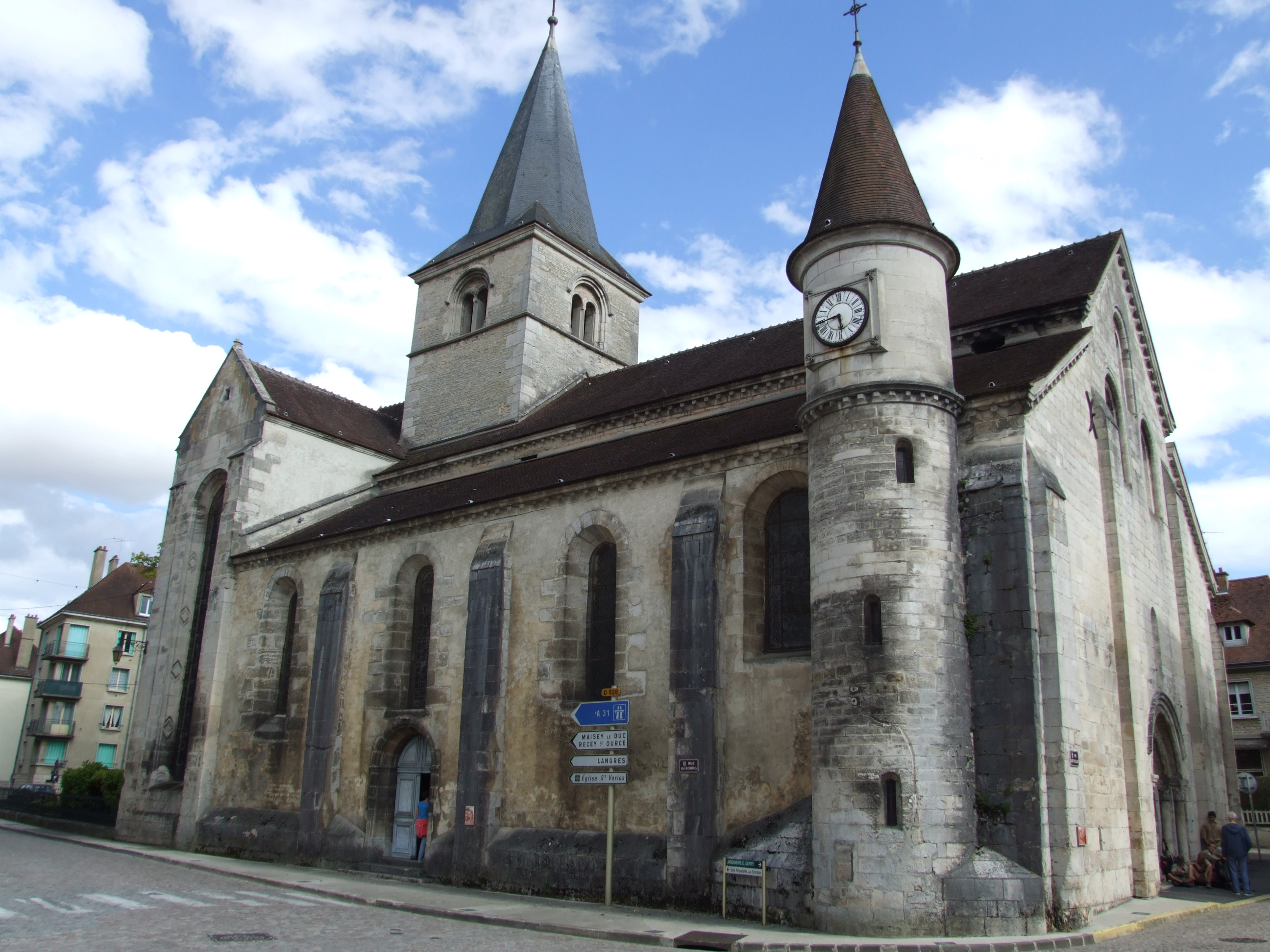
Kirche Saint-Nicolas
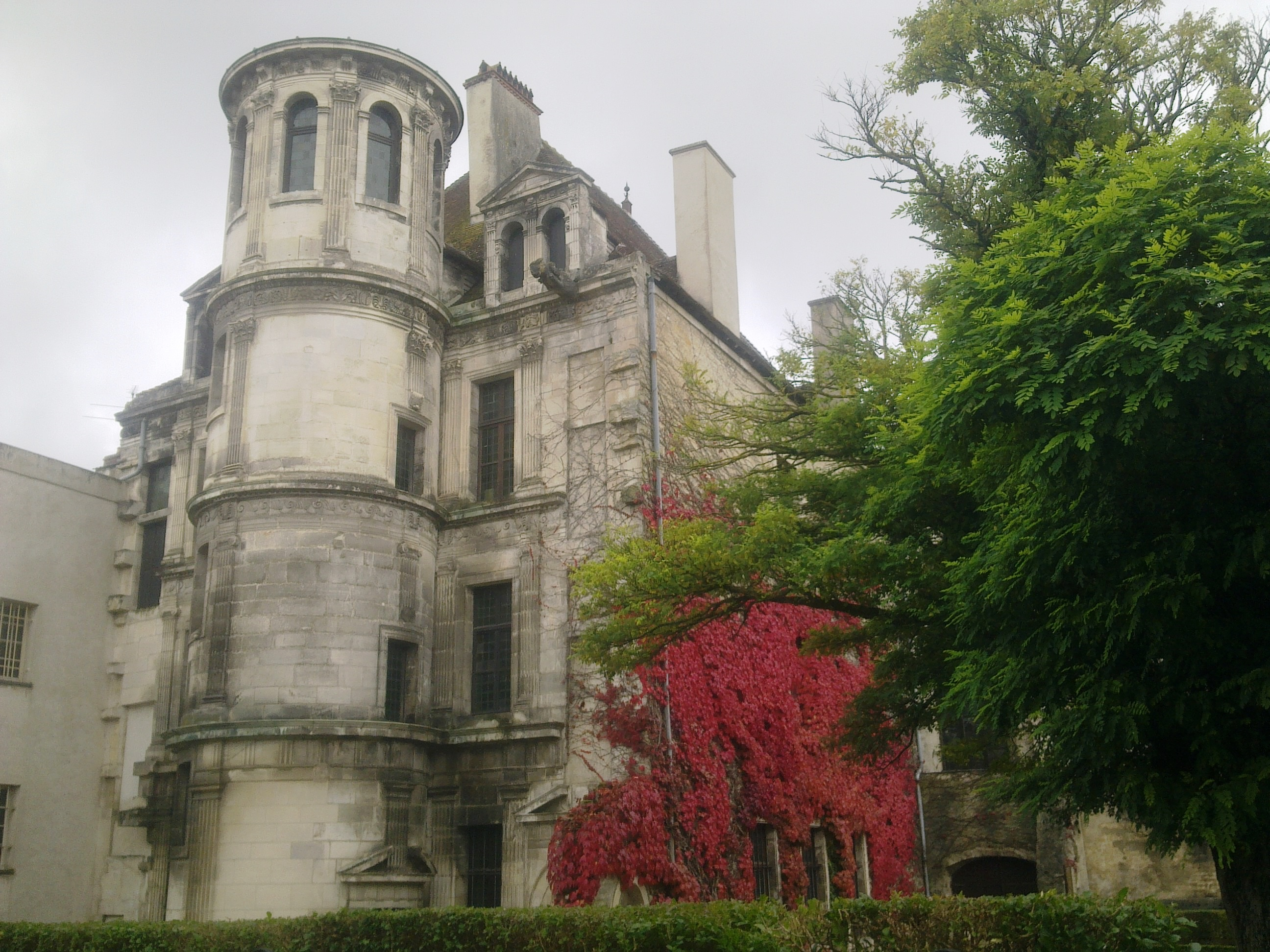
Hôtel Philandrier
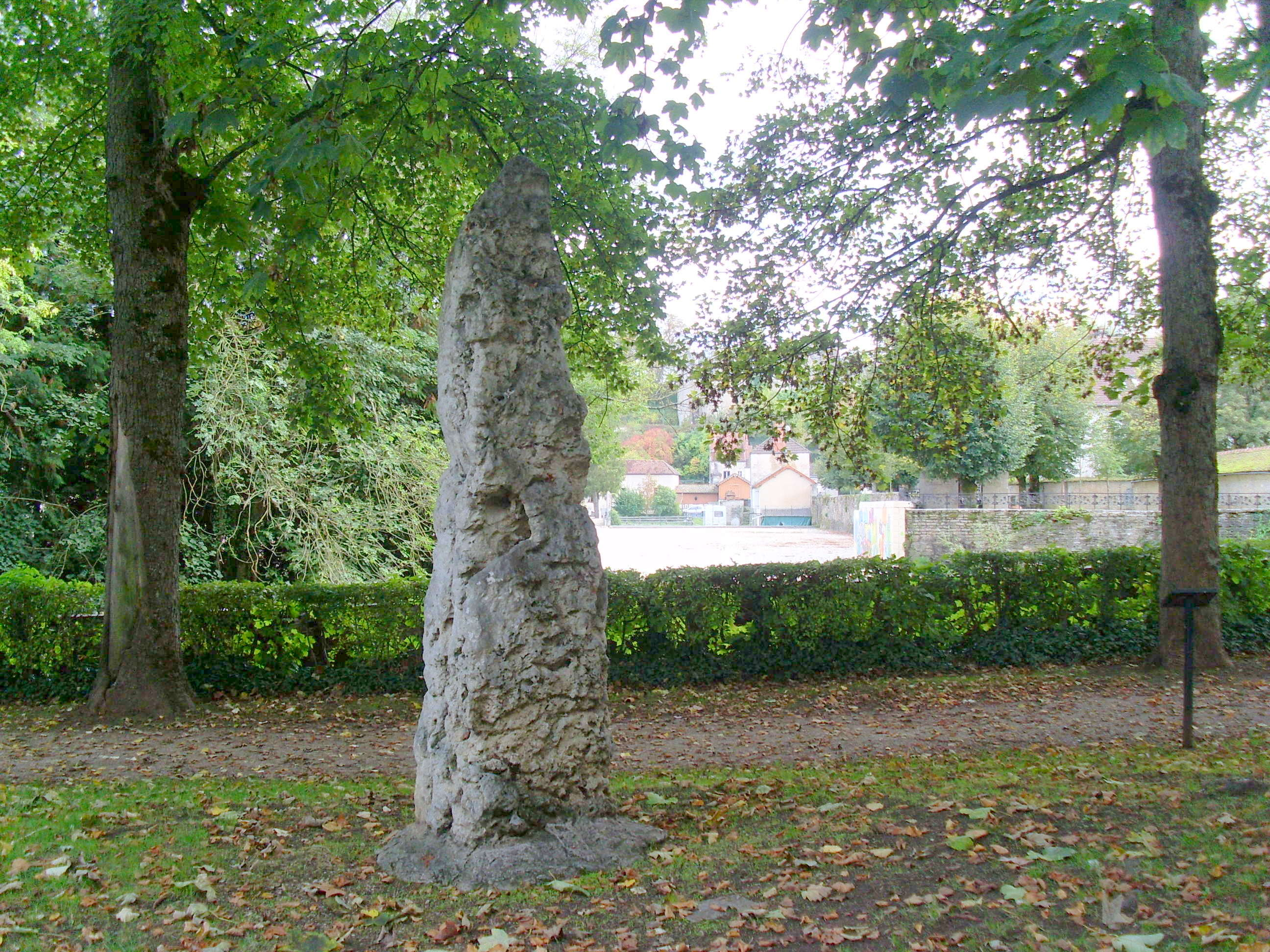
Menhir im Rathauspark
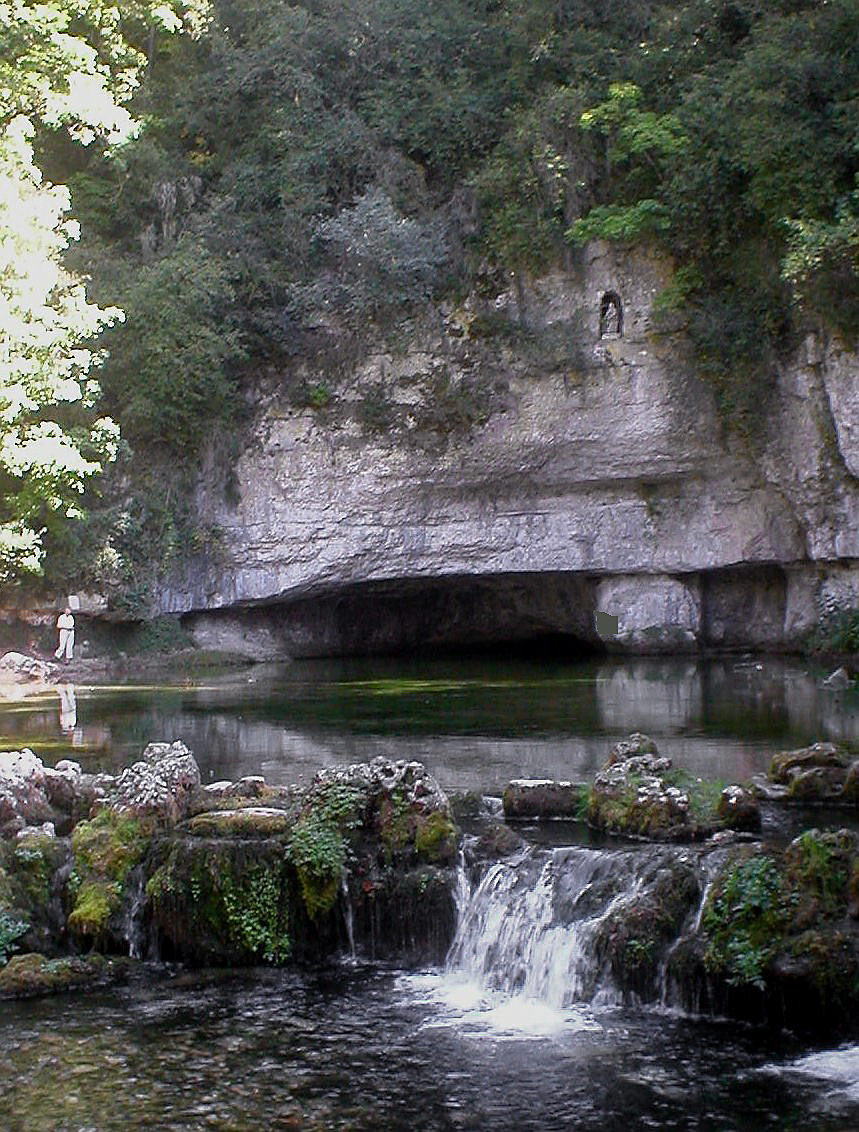
Source de la Douix
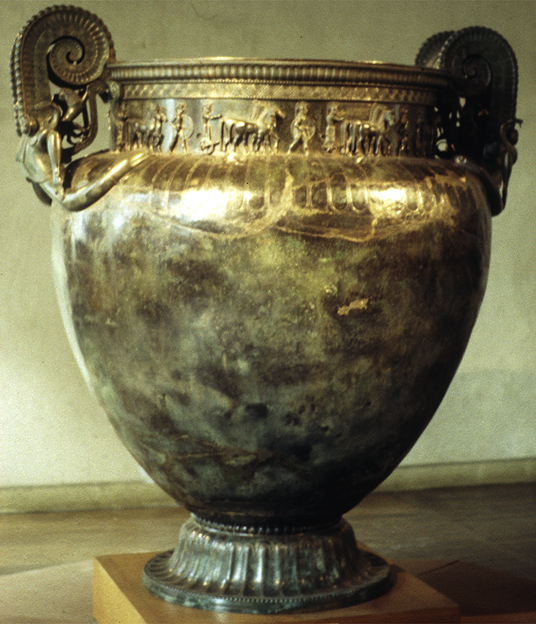
Krater von Vix

## Schutzgebiete
Der Forêt de Châtillon-sur-Seine, mit 8.875 ha einer der größten Domänenwälder im Burgund, bildet seit 2019 zusammen mit den Wäldern von Arc-en-Barrois und Auberive den Nationalpark Forêts.
Die Combe du Grand Prieur ist ein Naturgebiet der Kategorie ZNIEFF.

## Persönlichkeiten

### Söhne und Töchter der Stadt
- Auguste Frédéric Louis Viesse de Marmont (1774–1852) wurde in Châtillon-sur-Seine geboren und beerdigt
- Caroline Massin (1802–1877), Schneiderin, Besitzerin eines Lesesaals und Gouvernante
- Désiré Nisard (1806–1888), Literaturhistoriker
- Louis Paul Cailletet (1832–1913), Physiker
- Edme Louis Gustave Tridon (1841–1871), Journalist, Revolutionär und Abgeordneter
- Léon Hatot (1883–1953), Uhrmacher und Juwelier
- Kiki de Montparnasse (1901–1953), Sängerin, Schauspielerin, Modell und Malerin
- Bertrand Lavier (* 1949), Bildhauer und Installationskünstler

### Personen mit Bezug zur Stadt
- Der hl. Bernhard von Clairvaux (um 1090–1153) erhielt in Châtillon-sur-Seine im 12. Jahrhundert seine Schulbildung
- Gustave Eiffel (1832–1923) machte 1855 nach seinem Diplom als Chemie-Ingenieur bei seinem Schwager Joseph Collin in der Gießerei ein Praktikum
- Marc Bohan (1926–2023) französischer Modeschöpfer und ehemaliger Chefdesigner bei Christian Dior, lebte und starb in Châtillon-sur-Seine